# Безмо, Франсуа де Монлезен
Франсуа де Монлезен, маркиз де Безмо (1612 или 1613 — 12 февраля 1697) — гасконский дворянин, бригадный генерал и капитан охраны кардинала Мазарини, затем комендант Бастильского замка.
В 1640 году Монлезен поступает гвардейцем в роту капитана Дезэссара, где служит со своим знаменитым земляком Шарлем де Батцем де Кастельмором, графом д'Артаньяном.
В 1646 году Монлезен переходит вестовым к кардиналу Мазарини. Очень быстро продвигается по службе: сперва становится адъютантом, потом бригадным генералом и, наконец, капитаном охраны кардинала. В 1654 году становится комендантом Бастилии, и в этой должности проработал до самой смерти. В том же году Монлезен женился на Маргарите де Пероль, даме де Вильонэ.
В 1657 году удостаивается титула маркиза де Безмо.

## Безмо в литературе
Безмо де Монлезен — так именует своего персонажа Александр Дюма-отец, представивший его в третьей части «Виконта де Бражелона». По книге Безмо выкупил свою должность у Трамбле и Лувьера за деньги Арамиса.
Персонаж «Отравителей и убийц» Жюльетты Бенцони.